# Cain Velasquez
Cain Velasquez (* 28. července 1982) je americký bojovník smíšených bojových umění (MMA). Je mexického původu. Zápasí v organizaci UFC, v jejíž těžké divizi (heavyweight division – nad 93 kg) byl držitelem titulu šampióna. Předními odbornými servery je považován za jednoho z nejlepších bojovníků v těžké váze.
Velasquez získal první zápasnické zkušenosti jako bojovník ve volném stylu a zápase řecko-římském. Jeho bojový styl se vyznačuje agresivním bojem v postoji, snahou dostat soupeře na zem pomocí porazů a tam zápas ukončit údery. Páky a škrcení téměř nepoužívá. Většina jeho utkání skončila K.O.
Porazil mj. následující soupeře: Cheick Kongo, Ben Rothwell, Antônio Rodrigo Nogueira, Antonio Silva (2×), Brock Lesnar a Junior dos Santos (2×).
Velasquez získal titul šampiona UFC od října 2010, kdy porazil Brocka Lesnara
12. listopadu jej ztratil v duelu s Juniorem dos Santosem ve kterém prohrál via K.O.
Nicméně 29. prosince 2012 se mu podařilo vybojovat jej zpět proti Antoniu Silvovi.
Od té doby dvakrát svůj titul obhájil – proti Junioru Dos Santosovi a proti Antoniu Silvovi.
Poté svůj titul zkusil obhájit proti Brazilcovi Fabriciovi Werdumovi. Ten ho nakonec po tvrdém boji přenesl zápas na zem a guillotinou Velasqueze donutil vzdát se.
Zanedlouho poté si Velasquez hravě poradil s Američanem Travisem Brownem kterého porazil hned v prvním kole na TKO.
Po delší pauze po řadě zranění se Velasquez utkal s nebezpečným Francisem Ngannou. Ten ho po 26 sekundách boje knockoutoval. Nicméně, Velasquez v pozápasovém rozhovoru řekl že necítil že by ho Ngannou trefil, ale mohlo za to jeho koleno které si zranil.
Jeho zápasová bilance je 14 vítězství (z toho 12 knockoutem) a 1 porážka (K.O. a submise).
Cain Velasquez měří 185 cm, váží 109 kg a rozpětí paží má 196 cm.

## MMA výsledky

### Profesionální kariéra
| Výsledek | Bilance | Soupeř                   | Metoda                      | Událost                              | Datum              | Kolo | Čas  | Místo                               |
| -------- | ------- | ------------------------ | --------------------------- | ------------------------------------ | ------------------ | ---- | ---- | ----------------------------------- |
| Prohra   | 14-3    | Francis Ngannou          | TKO (údery)                 | UFC on ESPN: Ngannou vs Velasquez    | 18. února 2019     | 1    | 0:26 | Phoenix, Spojené státy americké     |
| Výhra    | 14-2    | Travis Browne            | TKO (údery)                 | UFC 200                              | 9. července 2016   | 1    | 4:57 | Las Vegas, Spojené státy americké   |
| Prohra   | 13-2    | Fabrício Werdum          | Donucení (guillotine choke) | UFC 188                              | 13. června 2015    | 3    | 2:13 | Ciudad de México, Mexiko            |
| Výhra    | 13-1    | Júnior dos Santos        | TKO (údery)                 | UFC 166                              | 19. října 2013     | 5    | 3:09 | Houston, Spojené státy americké     |
| Výhra    | 12-1    | Antônio Silva            | TKO (údery)                 | UFC 160                              | 25. května 2013    | 1    | 1:21 | Las Vegas, Spojené státy americké   |
| Výhra    | 11-1    | Júnior dos Santos        | Na body                     | UFC 155                              | 29. prosince 2012  | 1    | 0:14 | Las Vegas, Spojené státy americké   |
| Výhra    | 10-1    | Antônio Silva            | TKO (údery)                 | UFC 146                              | 26. května 2012    | 1    | 3:36 | Las Vegas, Spojené státy americké   |
| Prohra   | 9-1     | Júnior dos Santos        | KO (pěstí)                  | UFC on Fox: Velasquez vs. Dos Santos | 12. listopadu 2011 | 1    | 1:04 | Anaheim, Spojené státy americké     |
| Výhra    | 9-0     | Brock Lesnar             | TKO (údery)                 | UFC 121                              | 23. října 2010     | 1    | 4:12 | Anaheim, Spojené státy americké     |
| Výhra    | 8-0     | Antônio Rodrigo Nogueira | KO (pěstí)                  | UFC 110                              | 21. února 2010     | 1    | 2:20 | Sydney, Austrálie                   |
| Výhra    | 7-0     | Ben Rothwell             | TKO (údery)                 | UFC 104                              | 24. října 2009     | 2    | 0:58 | Los Angeles, Spojené státy americké |
| Výhra    | 6-0     | Cheick Kongo             | Na body                     | UFC 99                               | 13. června 2009    | 3    | 5:00 | Kolín nad Rýnem, Německo            |
| Výhra    | 5-0     | Denis Stojnić            | TKO (údery)                 | UFC Fight Night: Lauzon vs. Stephens | 7. února 2009      | 2    | 2:34 | Tampa, Spojené státy americké       |
| Výhra    | 4-0     | Jake O'Brien             | TKO (údery)                 | UFC Fight Night: Silva vs Irvin      | 19. července 2008  | 1    | 2:02 | Las Vegas, Spojené státy americké   |
| Výhra    | 3-0     | Brad Morris              | TKO (údery)                 | UFC 83                               | 19. dubna 2008     | 1    | 2:10 | Montréal, Kanada                    |
| Výhra    | 2-0     | Jeremiah Constant        | TKO (údery)                 | BodogFight: St. Petersburg           | 16. prosince 2006  | 1    | 4:00 | Petrohrad, Rusko                    |
| Výhra    | 1-0     | Jesse Fujarczyk          | TKO (údery)                 | Strikeforce: Tank vs. Buentello      | 7. října 2006      | 1    | 1:58 | Fresno, Spojené státy americké      |